# Trasgo

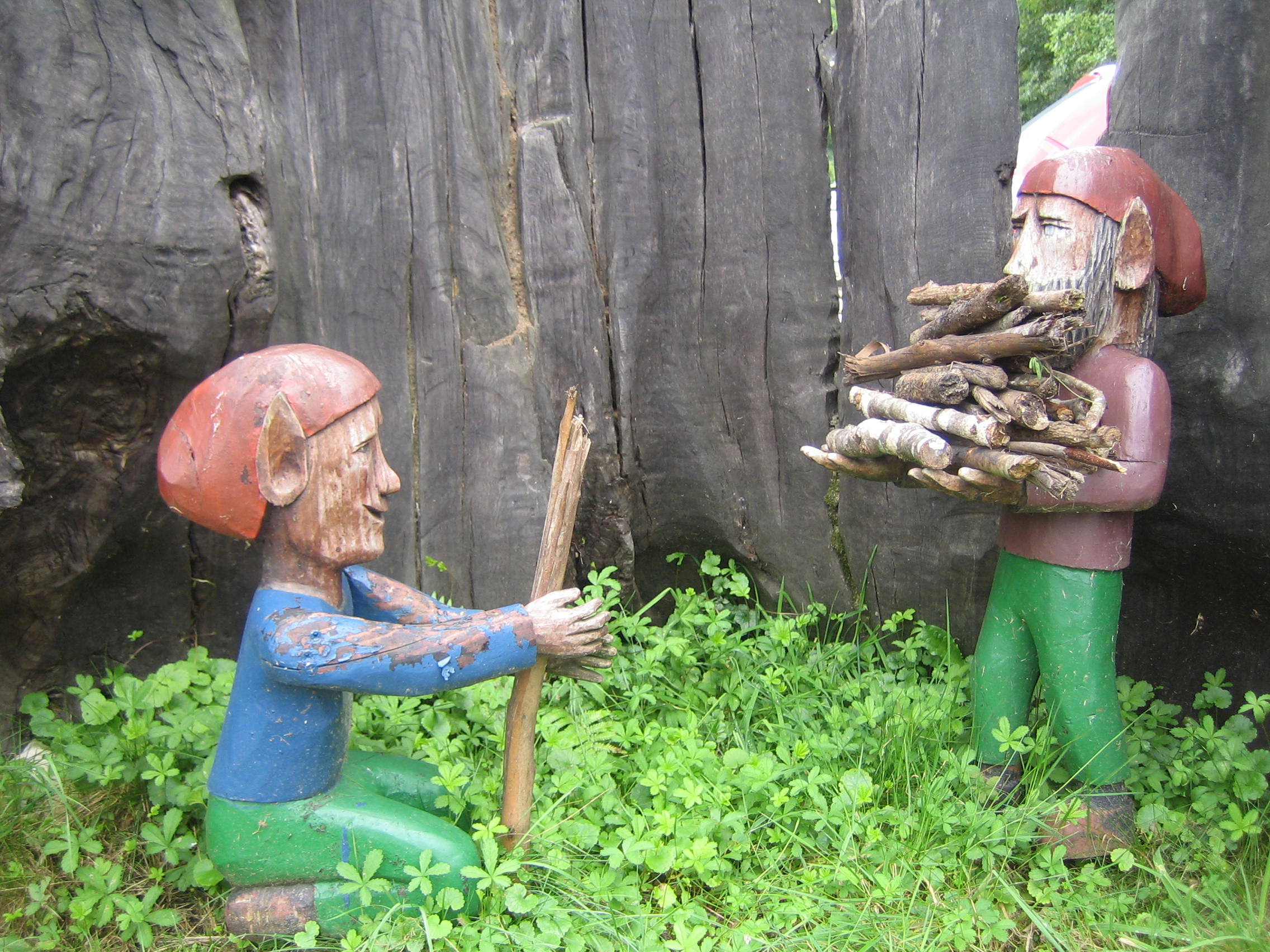
Representación de una reunión de trasgos

El trasgo es un duende propio de la mitología clásica del norte de España. Un proceso sinonímico para designar un fenómeno con un origen común, quizás indoeuropeo, pero de clara influencia celta, común a los actuales pueblos centroeuropeos y a aquellos que influyeron en la península ibérica a la caída del Imperio romano: visigodos, suevos, francos, etc. Así, en otros lugares de Europa, entre los germanos, es conocido como kobold, gremlin o trasgos y también por los similares silfo, goblin o gnomo.

## Caracterización
Del latín transgredī ('el que transgrede, el que rompe con la ley')  se le denomina trasgo, trasno o tardo en Galicia; trasgu, Cornín o Xuan dos Caminos, Pisadiel el de la Mano Furada, Gorretín Coloráu, El de la Gorra Encarnada o sumiciu en Asturias, León, Cantabria y Este de Galicia; trasgo o martinico en Castilla y León; strago o demonio da mano furada en Portugal.
Se lo representa como un humanoide; un duende familiar, pequeño o totalmente invisible, que habita en el hogar; generalmente representado con tez morena, que viste blusa y gorro picudo colorado y que suele ser cojo (de la pierna derecha), con rabo (y a veces cuernos) y siempre con la mano izquierda agujereada; de carácter inquieto, travieso y juguetón.
Se le asocia con los despistes y también a las desapariciones de objetos necesarios. Como todo duende (como el similar leprechaun irlandés) disfruta realizando travesuras. Son invariablemente burlones y a veces malévolos, destrozando los enseres domésticos o engañando a los humanos. Se le adjudican aquellos ruidos nocturnos que nos despiertan y pequeñas diabluras como cambiar objetos de sitio. Se dice que penetra por las noches en las casas cuando duermen sus moradores, y si está de mal humor rompe cacharros, espanta reses, revuelve la ropa de las arcas, trasiega con agua, enreda los cabellos de los que duermen juntos, etc. Presuntamente, desaparece momentáneamente si se hacen invocaciones religiosas, a veces basta con un: ¡Jesús!, ¡Virgen Santa! o ¡Dios Mío!, pero es muy difícil deshacerse definitivamente de él, acompañando casi siempre a la familia en la mudanza; suelen anunciarse diciendo:  yo también ando de casa mudada. 
Para deshacerse de él, se le suele pedir que haga una de estas tres cosas: traer un cesto lleno de agua, mudar en blanco el pellejo de un cabrito o carnero negro, o recoger a puñados medio copín de maíz u otro cereal (lo cual no puede hacer porque se le escapa por el agujero de la mano); al no poder hacerlo se enfada y se va avergonzado.

## Su presencia en las artes
El duende Pumuckl o Pumuki, un kobold creado por la alemana Ellis Kaut para la serie de animación Meister Eder und sein Pumuckl, es la representación cinematográfica más fidedigna de lo que es un trasgo.
El escritor gallego Rafael Dieste tituló un volumen de cuentos "De los archivos del trasgo" (Dos arquivos do trasno).
En Nicaragua, la Generación Literaria del Desasosiego, denominada también Generación 2000, abrió con la publicación del poemario titulado "Trasgo" (2000), del escritor Ezequiel D'León Masís.
Erróneamente, en ocasiones se les confunde con los orcos en las obras de literatura fantástica, en especial en el género de espada y brujería, teniendo no obstante cierta relación con los elfos. En la traducción habitual de El hobbit (J. R. R. Tolkien) al español se emplea la palabra «trasgo» para referirse a criaturas humanoides de gran tamaño, que luego pasan a ser llamadas «orcos» en la traducción de El Señor de los Anillos, lo que habitualmente genera confusión. Esto se debe a que Tolkien usa la palabra "goblins" para referirse a estas criaturas y luego en El Señor de los Anillos empieza a llamarlos "orcos". A veces también se designa a los equivalentes al trasgo mitológico como goblins (término con el que tradicionalmente se traduce «trasgo» en inglés).
El cantautor asturiano Víctor Manuel escribió en 1981 una canción titulada "Trasgu" que fue incluida en su álbum de aquel año "Ay Amor" (CBS S 84993).
Un trasgo es uno de los personajes principales de la novela Olvidado Rey Gudú de Ana María Matute.
En la novela Crónica del Rey Pasmado de Gonzalo Torrente Ballester hay un pasaje donde el personaje del padre Ribadesella, en sus continuas entrevistas con el maligno, se le aparece en forma de "Trasgu".

## Enlaces
- http://www.asturiasnatural.com/mitologia/seres/trasgu.htm
- https://web.archive.org/web/20160305013757/http://sli.uvigo.es/ddd/ddd_pescuda.php?pescuda=Trasno&tipo_busca=lema (Versión archivada del original: http://sli.uvigo.es/ddd/ddd_pescuda.php?pescuda=Trasno&tipo_busca=lema)